# Gryllomorpha fusca
Gryllomorpha fusca is een rechtvleugelig insect uit de familie krekels (Gryllidae). De wetenschappelijke naam van deze soort is voor het eerst geldig gepubliceerd in 1943 door Lucien Chopard.